# Tajik Amateur Radio League
Die Tajik Amateur Radio League (TARL), deutsch „Tadschikischer Amateurfunkverband“, ist die nationale Vereinigung der Funkamateure in Tadschikistan.
Der Verband verfügt über ein eigenes QSL-Kartenbüro mit Sitz in der tadschikischen Hauptstadt Duschanbe.
Die TARL ist Mitglied in der International Amateur Radio Union (IARU Region 1), der internationalen Vereinigung von Amateurfunkverbänden, und vertritt dort die Interessen der Funkamateure des Landes.